# Uttenhofen (Pfaffenhofen an der Ilm)

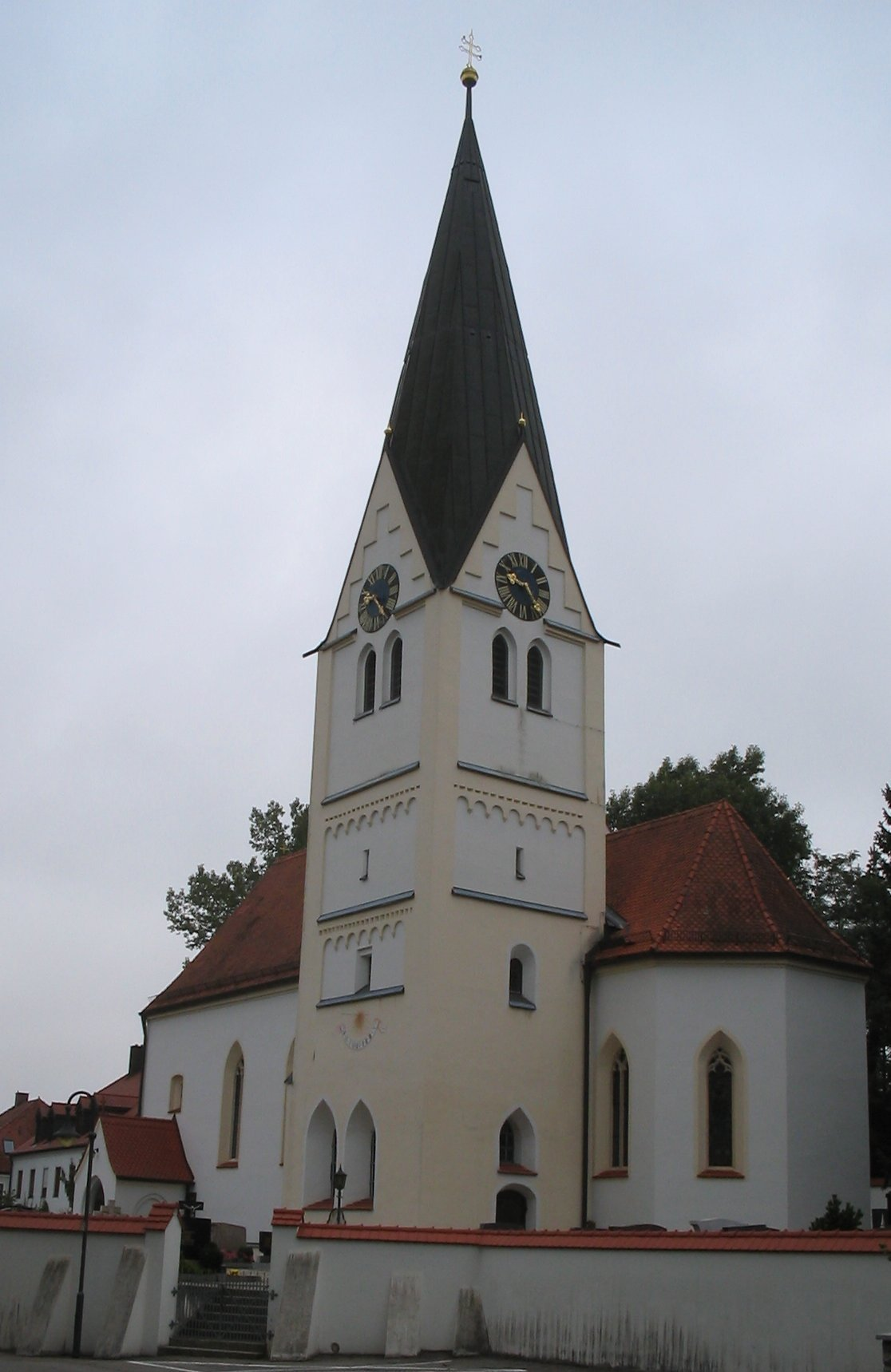
Kirche St. Sebastian

Uttenhofen ist ein Stadtteil von Pfaffenhofen an der Ilm im oberbayerischen Landkreis Pfaffenhofen an der Ilm.

## Geographie
Das Pfarrdorf Uttenhofen liegt rechtsseits der Ilm in der Aue und auf dem Unterhang des Flusstales rund fünf Kilometer nordöstlich der Stadtmitte.

## Geschichte

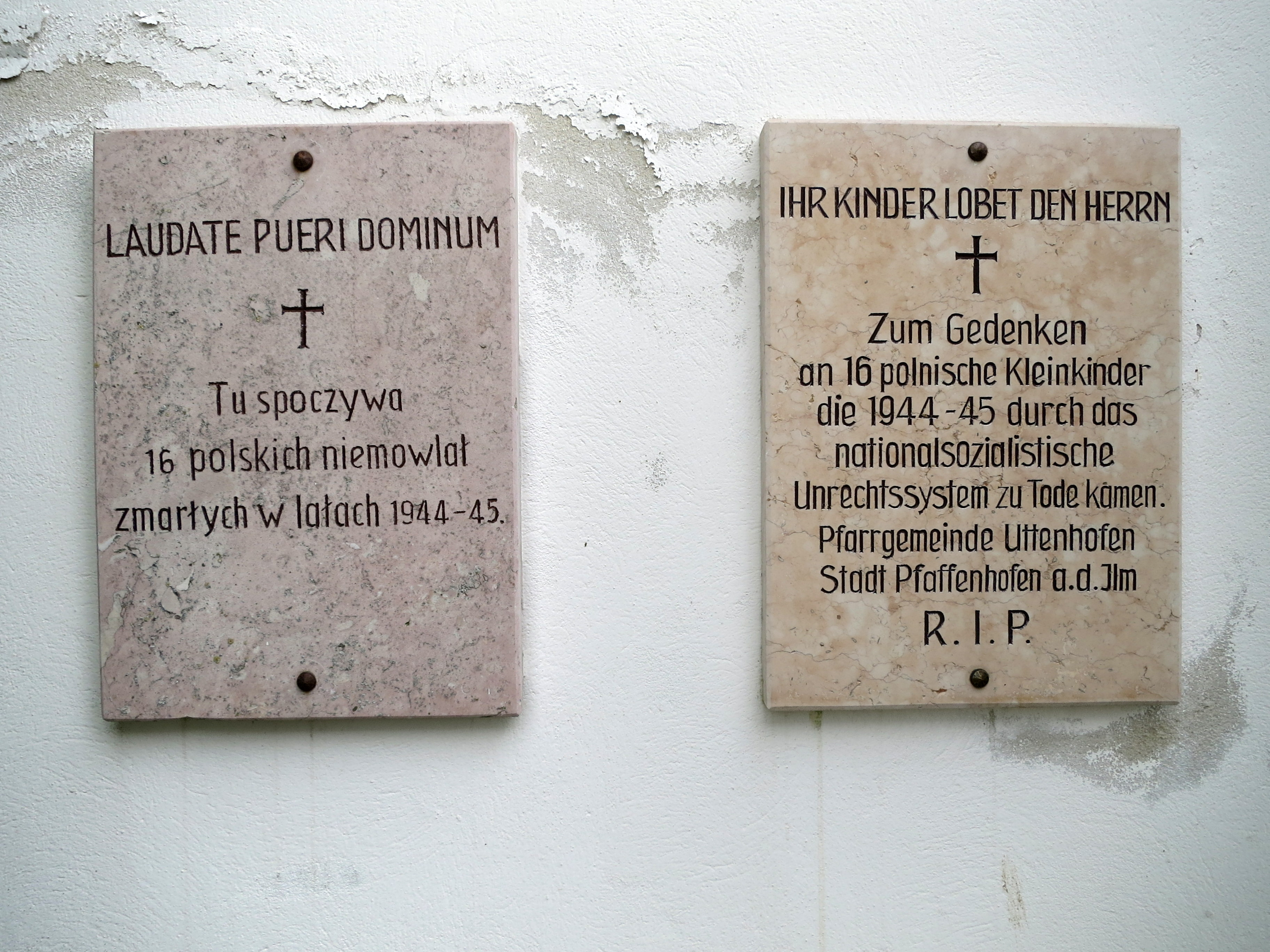
Gedenktafel für die polnischen Kinder

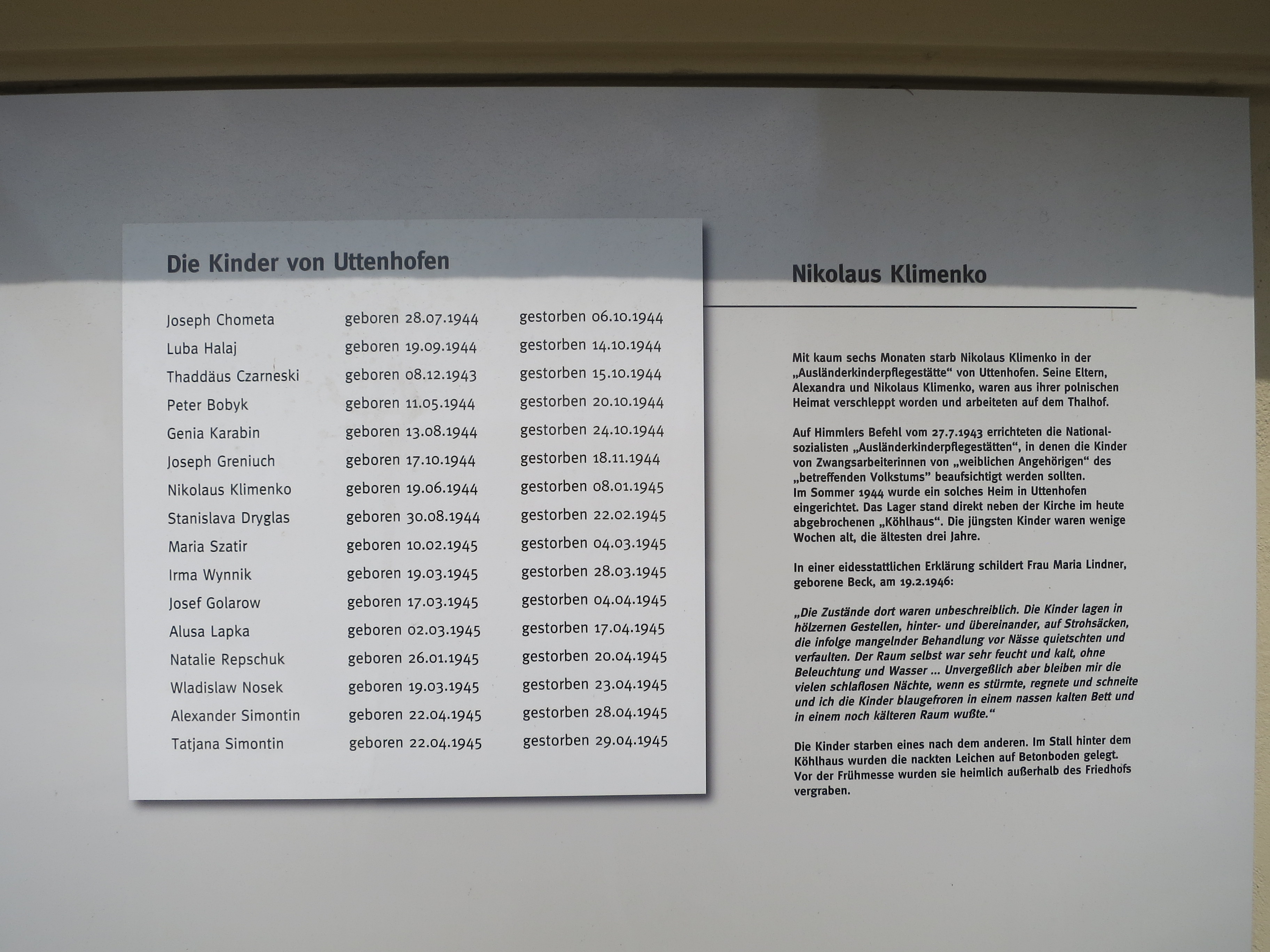
Tafel am Haus der Begegnung

Erstmals wird Uttenhofen Ende des 11. Jahrhunderts als zweigliedriger Burgstall Burggraben erwähnt, der sich circa eineinhalb Kilometer südöstlich der Kirche in einer Spornlage über der Ilm befand.

### Eingliederung nach Pfaffenhofen
Anlässlich der Gemeindegebietsreform wurde Uttenhofen mit der zugehörigen Einöde Köglhaus am 1. Januar 1972 in die Kreisstadt Pfaffenhofen an der Ilm eingegliedert.

### Die „Kinder von Uttenhofen“
Während des Dritten Reiches befand sich dort ein Kinderlager für osteuropäische Kinder. Man hat sich um die Kinder so wenig gekümmert, dass sie schnell gestorben sind und außerhalb der Friedhofsmauer vergraben wurden.
Dieses Kinderlager war ein auf Befehl Heinrich Himmlers geschaffenes sogenanntes „Ausländerkinderpflegelager“, das 1944 neben dem heute abgerissenen Köhlhaus in der Nähe der Kirche eingerichtet worden war. Eine Augenzeugin hat laut Tafel die schlimmen Zustände in diesem Lager geschildert.

## Sehenswürdigkeiten
- Die Filialkirche St. Sebastian  besitzt einen Turm aus dem 13./14. Jahrhundert, die Kirche selbst wurde um 1900 neu erbaut.
- Etwa einen Kilometer nördlich von Uttenhofen liegt der Weiler Griesbach mit der unverputzten Filialkirche St. Petrus.

## Baudenkmäler
Siehe: Liste der Baudenkmäler in Uttenhofen
- Pfarrhaus, erbaut 1825

## Bodendenkmäler
Siehe: Liste der Bodendenkmäler in Pfaffenhofen an der Ilm